# Samuel de Beauval
Samuel de Beauval, décédé entre 1755 et 1757, est un théologien protestant. Il est professeur extraordinaire de lettres étrangères au Gymnasium Academicum de Hildburghausen. Il est titulaire d’une maîtrise de français de l’Université de Wittemberg, à partir de 1718.

## Biographie
D’origine picarde, Frederic Salomon Samuel Ladroit de Beauval, marié à Judith Perraud, a trouvé refuge au Saint-Empire romain germanique, d’abord à Hildburghausen, puis à Wittemberg.
Les leçons de français données par Samuel de Beauval au Comte de Zinzendorf, lors de sa dernière année d’études à Wittenberg (1719), sont à l’origine de la confiance témoignée envers le réfugié.
Durant l’année 1722, il entreprend ainsi à la demande du Comte Zinzendorf la traduction en français des "Quatre Livres du Vrai Christianisme" de Johann Arndt.
Pendant ce travail, il est également en contact avec le pasteur piétiste August Hermann Francke. Actif au sein de l’église réformée de Hildburghausen où il est lecteur, chantre, secrétaire et ancien consistoire, il semble qu’il se soit intéressé de près à la musique.
Il porte un grand intérêt à l’enseignement des langues et affiche publiquement le vœu d’une union entre les églises luthériennes et les églises réformées.